# Koloni
För andra betydelser, se Koloni (olika betydelser).
En koloni (latin colōnia, av colōnus, "odlare", "nybyggare") är i politik en administrativ region eller bosättning som lyder under en regering i moderlandet, vanligtvis belägen i en annan världsdel, utan att ha egen politisk representation.
Kolonier skall inte förväxlas med protektorat eller provinser. Medan en koloni politiskt är en del av en annan stat (även om den geografiskt sett utgör ett annat område), är protektorat en självstyrande stat som genom avtal är starkt beroende av en annan stat i flera frågor, vanligen när det gäller säkerhetspolitik. En provins är en landsdel med samma politiska representation som provinserna i hemlandet.

## Historik
Ordet koloni syftade under antiken på nya bosättningar i tidigare obebodda områden. Under upptäcktsresornas epok började européer ta makten över områden i övriga världen, där det oftast redan levde människor. Ett antal europeiska länder hade kolonier förr, i särskilt hög grad Storbritannien, Portugal, Spanien och Frankrike. Dessa har annan status idag: självständiga, med inre självstyrelse, eller fullvärdiga delar av moderlandet.
Efter andra världskriget genomfördes en avkolonialisering som innebär att det finns få egentliga kolonier kvar i dag. Ett antal områden och territorier i världen är emellertid klassade av FN som icke-självstyrande områden, det vill säga ännu ej avkoloniserade.